# Петров, Григорий Николаевич
Григорий Николаевич Петров (14 января 1922, Чауши, Радищевское городское поселение — 1997, Симферополь) — советский и украинский учёный-эмбриолог, кандидат медицинских наук.
Автор ряда научных работ. 

## Биография
Родился 14 января 1926 года в селе Чауши Куйбышевской (ныне Ульяновской) области.
С 1941 по 1943 год учился в ремесленном училище города Горького (ныне Нижний Новгород) и работал токарем на оборонном заводе города. В 1944—1947 годах являлся курсантом Военно-морского фельдшерского училища в Одессе. С отличием окончив училище, в 1947—1948 годах был начальником медицинской службы на малом противолодочном корабле Северного флота в Архангельске.
Поступил в Архангельский медицинский институт, на практике в больнице познакомился со своей будущей женой — Ниной Анатольевной Серогодской. Вместе с родителями жены переехали в Крым, где Григорий окончил в 1954 году Крымский медицинский институт (ныне Медицинская академия имени С. И. Георгиевского). Остался в вузе продолжать своё образование аспирантом на кафедре гистологии. В процессе диссертационного исследования он проводил опыты на половых клетках животных по искусственному оплодотворению яйцеклеток в пробирке, вне тела матери — внекорпоральному, или экстракорпоральному оплодотворению (ЭКО). Итоги этой многолетней работы были представлены в 1959 году в его кандидатской диссертации  на тему «Процесс оплодотворения яйцеклеток некоторых млекопитающих животных и человека».
В течение двадцати лет преподавал анатомию в Крымском медицинском институте. Позже начал создавать музей анатомии на кафедре нормальной анатомии человека.
Сразу же после достижения шестидесятилетнего возраста Г. Н. Петров был отправлен на пенсию. Занимался садоводством и чтением книг. Умер в Симферополе в 1997 году.
В 1997 году президент Российской ассоциации репродукции человека, профессор В. С. Корсак наградил Петрова грамотой «За личный вклад в развитие экстракорпорального оплодотворения в России». Получая грамоту, Петров заявил: «Я счастлив, что дожил до дня, когда вспомнили о моих исследованиях. Думал, что это случится только после моей смерти».